# Saint-Chabrais
Saint-Chabrais ist eine Gemeinde im Zentralmassiv in Frankreich. Sie gehört zur Region Nouvelle-Aquitaine, zum Département Creuse, zum Arrondissement Aubusson und zum Kanton Gouzon. Sie grenzt im Norden an Gouzon, im Nordosten an Pierrefitte, im Osten an Saint-Julien-le-Châtel, im Südosten an Peyrat-la-Nonière, im Süden an Issoudun-Létrieix, im Südwesten an Chénérailles und im Westen an Saint-Dizier-la-Tour.

## Bevölkerungsentwicklung
| Jahr      | 1962 | 1968 | 1975 | 1982 | 1990 | 1999 | 2008 | 2013 |
| --------- | ---- | ---- | ---- | ---- | ---- | ---- | ---- | ---- |
| Einwohner | 564  | 537  | 469  | 399  | 379  | 335  | 325  | 333  |

## Sehenswürdigkeiten
- Kirche Saint-Caprais
- Château d’Étangsannes, Schloss aus dem 12. Jahrhundert, erweitert im 15. Jahrhundert

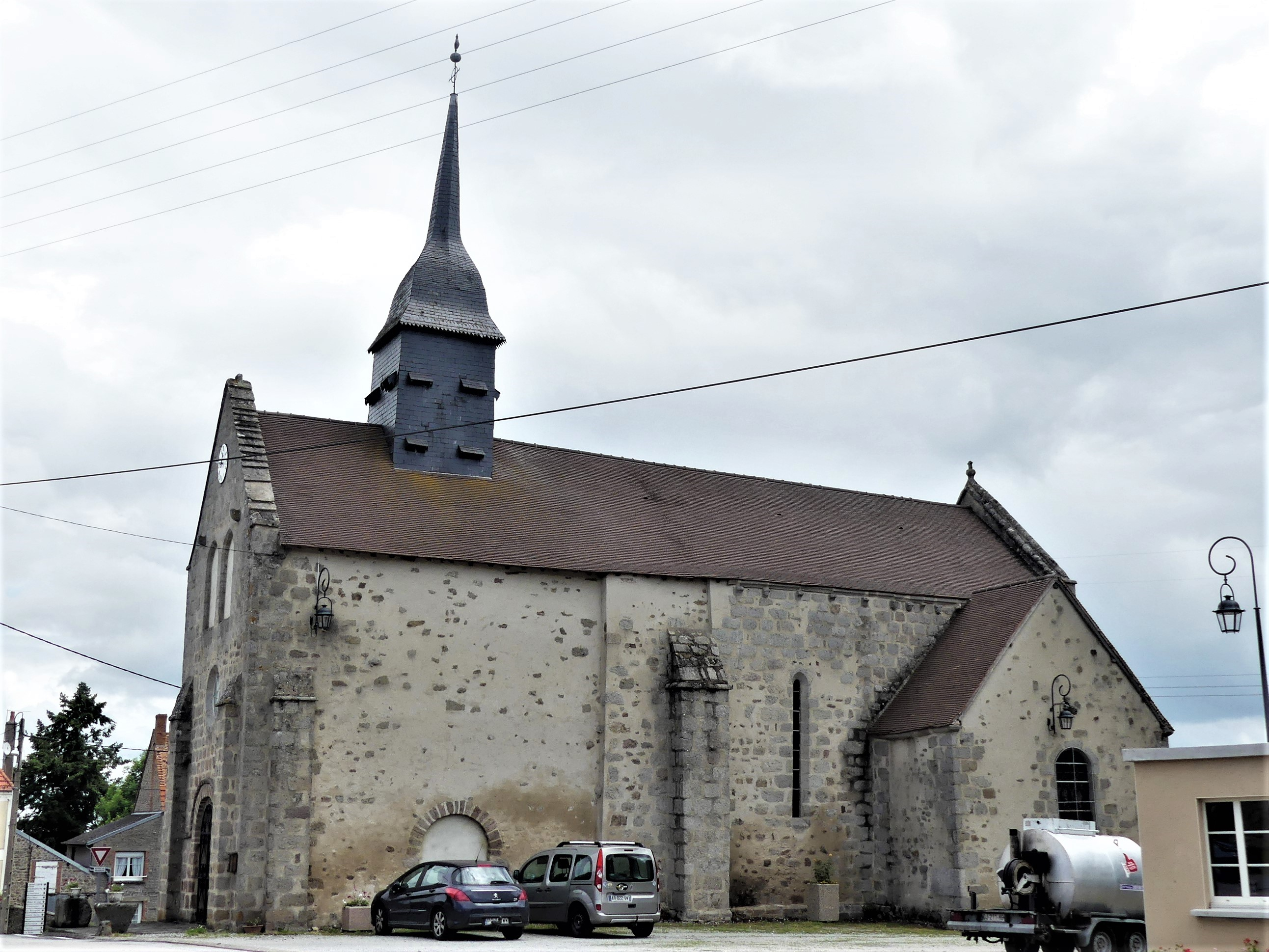
Kirche Saint-Caprais